# Meilleur buteur du championnat de RDA de football
 (juin 2025).
Si vous disposez d'ouvrages ou d'articles de référence ou si vous connaissez des sites web de qualité traitant du thème abordé ici, merci de compléter l'article en donnant les références utiles à sa vérifiabilité et en les liant à la section « Notes et références ».
Le titre de Meilleur buteur du championnat de RDA de football est attribué en RDA de 1950 à 1991.
Les joueurs éligibles sont tous les footballeurs est-allemands, et les footballeurs évoluant en DDR-Oberliga.
Il y a deux années où il y a deux meilleurs buteurs : en 1952 et en 1954. Il faut préciser qu'il n'y a pas eu de meilleur buteur en 1961 car il n'y a pas eu de championnat cette saison-là. 

## Meilleurs buteurs de la DDR-Oberliga
Les meilleurs buteurs de la DDR-Oberliga sont :
| Saison  | Nom                  | Équipe                    | Buts |
| ------- | -------------------- | ------------------------- | ---- |
| 1949/50 | Heinz Satrapa        | ZSG Horch Zwickau         | 23   |
| 1950/51 | Johannes Schöne      | BSG Rotation Babelsberg   | 38   |
| 1951/52 | Rudolf Krause        | BSG Chemie Leipzig        | 27   |
| 1951/52 | Kurt Weißenfels      | BSG Lokomotive Stendal    | 27   |
| 1952/53 | Harry Arlt           | SC Einheit Dresde         | 26   |
| 1953/54 | Heinz Satrapa        | BSG Wismut Aue            | 21   |
| 1953/54 | Siegfried Vollrath   | Turbine Erfurt (de)       | 21   |
| 1954/55 | Willy Tröger         | SC Wismut Karl-Marx-Stadt | 22   |
| 1955    | Klaus Selignow       | BSG Rotation Babelsberg   | 12   |
| 1956    | Ernst Lindner        | BSG Lokomotive Stendal    | 18   |
| 1957    | Heinz Kaulmann       | ASK Vorwärts Berlin       | 15   |
| 1958    | Helmut Müller        | SC Motor Jena             | 17   |
| 1959    | Bernd Bauchspieß     | BSG Chemie Zeitz          | 18   |
| 1960    | Bernd Bauchspieß     | BSG Chemie Zeitz          | 25   |
| 1961/62 | Arthur Bialas        | SC Empor Rostock          | 23   |
| 1962/63 | Peter Ducke          | SC Motor Jena             | 19   |
| 1963/64 | Gerd Backhaus        | BSG Lokomotive Stendal    | 15   |
| 1964/65 | Bernd Bauchspieß     | BSG Chemie Leipzig        | 14   |
| 1965/66 | Henning Frenzel      | Lokomotive Leipzig        | 22   |
| 1966/67 | Hartmut Rentzsch     | BSG Motor Zwickau         | 17   |
| 1967/68 | Gerd Kostmann        | FC Hansa Rostock          | 15   |
| 1968/69 | Gerd Kostmann        | FC Hansa Rostock          | 18   |
| 1969/70 | Otto Skrowny         | BSG Chemie Leipzig        | 12   |
| 1970/71 | Hans-Jürgen Kreische | SG Dynamo Dresde          | 17   |
| 1971/72 | Hans-Jürgen Kreische | SG Dynamo Dresde          | 14   |
| 1972/73 | Hans-Jürgen Kreische | SG Dynamo Dresde          | 26   |
| 1973/74 | Hans-Bert Matoul     | Lokomotive Leipzig        | 20   |
| 1974/75 | Manfred Vogel        | Hallescher FC Chemie      | 17   |
| 1975/76 | Hans-Jürgen Kreische | SG Dynamo Dresde          | 24   |
| 1976/77 | Joachim Streich      | 1.FC Magdebourg           | 17   |
| 1977/78 | Klaus Havenstein     | BSG Chemie Böhlen         | 15   |
| 1978/79 | Joachim Streich      | 1.FC Magdebourg           | 23   |
| 1979/80 | Dieter Kühn          | Lokomotive Leipzig        | 21   |
| 1980/81 | Joachim Streich      | 1.FC Magdebourg           | 20   |
| 1981/82 | Rüdiger Schnuphase   | FC Carl Zeiss Jena        | 19   |
| 1982/83 | Joachim Streich      | 1.FC Magdebourg           | 19   |
| 1983/84 | Rainer Ernst         | BFC Dynamo Berlin         | 20   |
| 1984/85 | Rainer Ernst         | BFC Dynamo Berlin         | 24   |
| 1985/86 | Ralf Sträßer         | 1.FC Union Berlin         | 14   |
| 1986/87 | Frank Pastor         | BFC Dynamo Berlin         | 17   |
| 1987/88 | Andreas Thom         | BFC Dynamo Berlin         | 20   |
| 1988/89 | Torsten Gütschow     | SG Dynamo Dresde          | 17   |
| 1989/90 | Torsten Gütschow     | SG Dynamo Dresde          | 18   |
| 1990/91 | Torsten Gütschow     | SG Dynamo Dresde          | 20   |

## Palmarès
- 4 fois
  - Hans-Jürgen Kreische (1971, 1972, 1973, 1976)
  - Joachim Streich (1977, 1979, 1981, 1983)
- 3 fois
  - Bernd Bauchspieß (1959, 1960, 1965)
  - Torsten Gütschow (1989, 1990, 1991)
- 2 fois
  - Rainer Ernst (1984, 1985)
  - Gerd Kostmann (1968, 1969)
  - Heinz Satrapa (1950, 1954)
- 1 fois
  - Harry Arlt (1953)
  - Gerd Backhaus (1964)
  - Arthur Bialas (1962)
  - Peter Ducke (1963)
  - Henning Frenzel (1966)
  - Klaus Havenstein (1978)
  - Heinz Kaulmann (1957)
  - Rudolf Krause (1952)
  - Dieter Kühn (1980)
  - Ernst Lindner (1956)
  - Hans-Bert Matoul (1974)
  - Helmut Müller (1958)
  - Frank Pastor (1987)
  - Hartmut Rentzsch (1967)
  - Rüdiger Schnuphase (1982)
  - Johannes Schöne (1951)
  - Klaus Selignow (1955)
  - Otto Skrowny (1970)
  - Ralf Sträßer (1986)
  - Andreas Thom (1988)
  - Willy Tröger (1955)
  - Manfred Vogel (1975)
  - Siegfried Vollrath (1954)
  - Kurt Weißenfels (1952)